# Scott Maine
Scott Maine (né le 2 février 1985 à Palm Beach Gardens, Floride, États-Unis) est un lanceur de relève gaucher des Marlins de Miami de la Ligue majeure de baseball.

## Carrière
Scott Maine est drafté en 23e ronde par les Rockies du Colorado en 2006, mais ne signe pas de contrat avec l'équipe. Par conséquent, il est drafté une seconde fois, étant sélectionné au 6e tour par les Diamondbacks de l'Arizona au repêchage de 2007.
Le 19 novembre 2009, alors que Maine évolue toujours en ligue mineure, les Diamondbacks l'échangent aux Cubs de Chicago en compagnie d'un autre joueur des mineures, le premier but Ryne White. Cette transaction permet à l'équipe d'Arizona d'acquérir le lanceur Aaron Heilman.
Scott Maine fait ses débuts dans les majeures le 27 août 2010 avec les Cubs dans un match face aux Reds de Cincinnati. Il présente une très bonne moyenne de points mérités de 2,08 avec 11 retraits sur des prises en 13 manches lancées pour les Cubs en 2010.
En 2011, il n'est rappelé des ligues mineures que pour 7 parties des Cubs, au cours desquelles il accorde à l'adversaire 8 points mérités.
En 2012, Maine remporte sa première victoire dans les majeures le 26 juin sur les Mets de New York. Il signe un gain et encaisse un revers en 21 parties lancées en relève pour les Cubs, affichant une moyenne de points mérités de 4,79 avec 26 retraits sur des prises en 20 manches et deux tiers. Le 29 août, il est réclamé au ballottage par les Indians de Cleveland. Il termine la saison avec une fiche de 2-3 et une moyenne de points mérités de 6,08 en 26 manches et deux tiers lancées au total pour Chicago et Cleveland.
Le 31 octobre 2012, il est réclamé au ballottage par les Blue Jays de Toronto. Le 14 novembre, toujours via le ballottage, il passe aux Marlins de Miami.